# Cornillon (Liège)
Cornillon est un quartier de la ville de Liège situé dans le quartier administratif d'Amercœur. Le quartier disposait d'une halte sur la ligne 40, de Liège à Maastricht via Visé, fermée en 1956.

## Toponymie
Le quartier doit son nom au Mont Cornillon qui le domine.